# 东湖风景区街道 (武汉市武昌区)
东湖风景区街道，是中华人民共和国湖北省武汉市武昌区下辖的一个乡镇级行政单位。

## 行政区划
东湖风景区街道下辖以下地区：
东湖路社区和梨园社区。